# Nyctemera chromis
Nyctemera chromis là một loài bướm đêm thuộc phân họ Arctiinae, họ Erebidae.